# 欧弗拉诺尔
欧弗拉诺尔（英語：Euphranor），约活动于公元前4世纪前后。古希腊雕刻家、画师，公元前360年至公元前330年为其创作期，他主要在雅典从事创作。约有12尊雕像为人所知，其中的一些规模宏伟，包括腓力二世以及亚历山大大帝驾驭两轮战车的威武英姿，一尊帕里斯像和一尊阿波罗神庙的祭拜塑像（发现于雅典广场）。在宙斯神庙柱廊内侧，另有三幅绘画作品，描绘的是曼提内亚战前骑兵图、十二神像、民主与民众的化身忒修斯像等。他还著有关于色调及对称的专论。

## 扩展阅读
- 本条目包含来自公有领域出版物的文本: Chisholm, Hugh (编).  (第11版). London: Cambridge University Press. 1911.